# James Valentine
James Burgon Valentine (Lincoln, Nebraska; 5 de octubre de 1978) es el guitarrista del grupo estadounidense de pop rock Maroon 5.

## Carrera
Valentine tocaba en las bandas Kid Quarkstar, Mondello y Happy Dog en Nebraska. En 2000, Happy Dog cambió su nombre por el de Square y se trasladó a Los Ángeles, California desde Anaheim, California en donde tenía clases particulares de guitarra en su hogar. Don Valentine también ha tocado con Reel Big Fish, cuando el guitarrista Aaron Barrett se había fracturado una mano, y más tarde en 2001 cuando Barrett se cayó por unas escaleras. Valentine muestra una foto de Reel Big Fish en el programa MTV Cribs cuando apareció junto a Maroon 5. Eventualmente, los integrantes de Square y de Kara's Flowers se convirtieron en amigos, y cuando Kara's Flowers estaba en busca de otro guitarrista, Valentine se les unió. Tensiones personales en Square ayudaron en su decisión, y poco después, Kara's Flowers se convirtió en Maroon 5.
Valentine es amigo de John Mayer, a quien conoció en 1996 en Berklee en Boston, Massachusetts.
Valentine ha participado del álbum solista de Jenny Lewis Rabbit Fur Coat y aparece en su video musical "Rise Up with Fists!!"

## Vida personal
Su familia vive en Highland, Utah, y sus padres Robert and Shauna Valentine trabajan para la Brigham Young University, que pertenece a y es regida por la Iglesia de Jesucristo de los Santos de los Últimos Días. Su padre es profesor de español, mientras que su madre es empleada administrativa; tiene tres hermanas y un hermano.Valentine se considera un mormón activo o practicante; de pequeño solía asistir a la iglesia con su familia, pero ahora debido a sus compromisos y al poco tiempo libre del que dispone, sólo asiste esporádicamente cuando visita su casa familiar. A pesar de ello, su familia es un pilar importante para él, según ha declarado en una entrevista:

«Cuando estamos de gira, nos rodeamos de mucha gente que quiere algo de ti todo el tiempo. Es maravilloso tener una sólida base familiar sobre la cual apoyarse, mucha gente no tiene eso, me siento realmente afortunado».

Durante su infancia, mostró gran interés por la música, creando instrumentos de cartón para jugar con sus amigos. Debido a ello, sus padres lo anotaron en clases de guitarra (primero en un programa escolar, luego con un profesor privado). Recibió su primera guitarra de regalo al conseguir una insignia de Eagle Scout (la más alta del rango de insignias) en su grupo de boy scouts.
Durante su adolescencia, fue invitado a tocar con el ensemble de jazz de la Universidad de Nebraska, compartiendo escenario con músicos del doble de su edad. Gracias a ello, desarrolló muchas conexiones con otros músicos y recibió reconocimientos, pero al no percibir la carrera de músico como lucrativa, consideró estudiar la carrera de Publicidad. Pero en el año 2000, Valentine y su banda Square ganaron el premio Ernie Ball de batalla de las bandas en Nebraska, por lo cual viajaron a Los Ángeles, donde fueron los ganadores de la final del certamen. Luego de ello, conoció a los miembros de Kara's Flowers uniéndose a la banda, e incorporando a la misma su estilo de componer y sus conocimientos de jazz. El nuevo grupo cambió su nombre a Maroon 5 apenas firmó con el sello BMG. James declaró:

«Me siento muy afortunado por haber seguido con la música, porque ciertamente hay tiempos difíciles. Supongo que esa fue una de las grandes lecciones que aprendí - que tus metas pueden alcanzarse».

## JJAMZ
JJAMZ es una banda compuesta por James Valentine (Maroon 5), Jason Boesel (Rilo Kiley/Conor Oberst), Alex Greenwald (Phantom Planet), Michael Runion (solista), y Z Berg (The Like). El grupo se inició luego de una noche de karaoke en Hollywood. El nombre de la banda es un acrónimo usando la primera letra del nombre cada miembro. El grupo representa un medio de escape de cada miembro de sus respectivas bandas. «JJAMZ comenzó en un momento interesante en la vida de cada uno de nosotros. Todos necesitamos algún tipo de escape de nuestras relaciones o nuestras otras bandas. Fue un tiempo tumultuoso, y las letras salieron. Fue como un vómito de palabras. No puedo recordarlo.», dijo Z Berg, vocalista de The Like. La banda realizó su primer concierto en el Echo Plex el 27 de enero de 2009. Lanzaron su primer disco, Suicide Pact, el 10 de julio de 2012.